# Kohlenmonoxid-Transferfaktor
Der Kohlenmonoxid-Transferfaktor (englisch transfer factor of the lung for carbon monoxide, TLCO) ist ein medizinisches Maß für die Diffusionskapazität der Lunge, d. h. für den Gasaustausch zwischen Blut und Luft in den Lungenbläschen. Er ist Bestandteil der üblichen Lungenfunktionsmessungen. Beispielsweise fordert die aktuelle S3-Leitlinie zum Lungenkrebs, dass vor der operativen Entfernung eines Lungenflügels der TLCO bestimmt wird (er soll mindestens 60 % der Norm betragen).
Zur Beurteilung der Lungenfunktion müssen sowohl Parameter der Belüftung (Spirometrie) als auch der Diffusion bestimmt werden, um obstruktive und restriktive Störungen erfassen zu können. Vereinfacht ausgedrückt bleibt TLCO bei reinen Ventilationsstörungen wie Asthma bronchiale normal, sinkt aber bei Störungen der Lungenbläschen-Membran wie Sarkoidose, Alveolitis oder Emphysem.
Da die Sauerstoffkonzentration im Blut nur mühsam bestimmt werden kann, verwendet man zur Messung CO als gut lösliches, im Blut nicht vorhandenes Testgas. Bei der verbreiteten Einatemzugmethode atmet der Patient ein Testgas mit 0,2 % Kohlenmonoxid so tief wie möglich ein und hält dann für 10 Sekunden die Luft an. Der während dieser Zeit im Blut gelöste CO-Anteil kann aus dem ausgeatmeten Gas bestimmt werden. Die Einheit ist mmol/min/kPa; praktisch wird jedoch die prozentuale Abweichung von der Norm gesunder Probanden angegeben. In der verwendeten niedrigen Konzentration wirkt CO nicht gesundheitsschädlich.
Da Kohlenmonoxid (CO) - Hämoglobin (Hb) -Bindung ein so wichtiger Faktor für den CO-Transfer ist, können TLCO -Veränderungen als Funktion der Hb-Konzentration beträchtlich sein. Online-Tools existieren, um diese Berechnung durchzuführen.
Der Kohlenmonoxid-Transferfaktor wurde erstmals 1909 von der dänischen Physiologin Marie Krogh vorgeschlagen und dann 1957 von dem Cambridger Physiologen Francis John Worsley Roughton (1899–1972) als Funktionsparameter verbessert.